# Trem de pouso triciclo

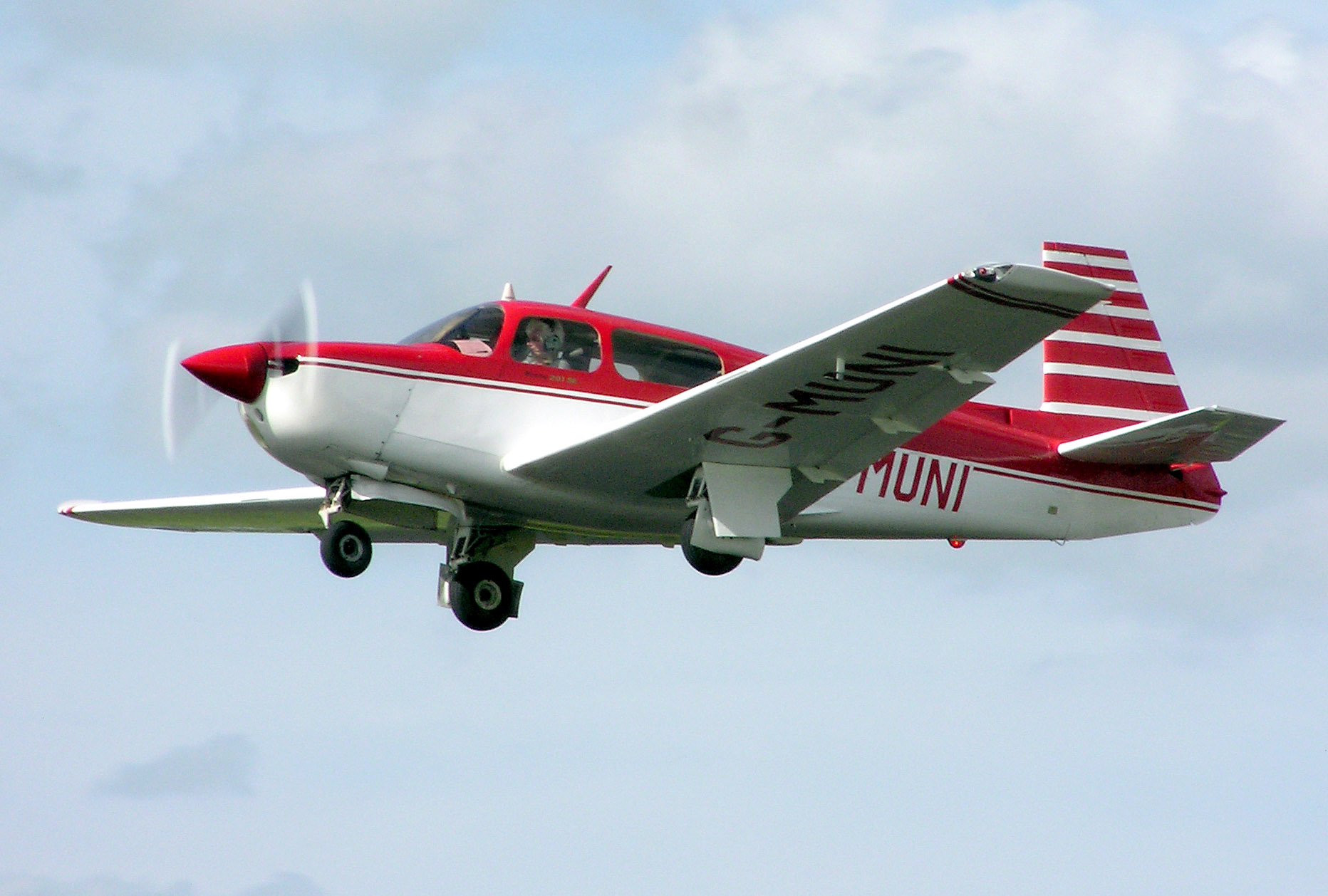
Um Mooney M20J com trem de pouso triciclo retrátil

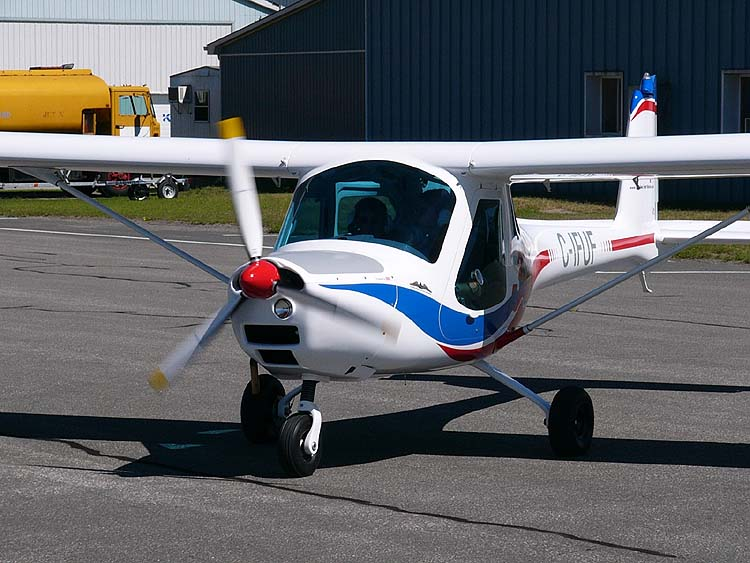
Um 3Xtrim 3X55 Trener polonês com um trem de pouso triciclo fixo

Trem de pouso triciclo é um tipo de trem de pouso de aeronave, organizado em um estilo triciclo. Este tipo de trem de pouso possui uma única roda de nariz e duas ou mais rodas principais pouco atrás do centro de gravidade. As aeronaves com trem de pouso triciclo são as mais fáceis para decolar, pousar e taxiar, e consequentemente é a mais utilizada nas aeronaves.
Muitas aeronaves mais antigas possuíam um trem de pouso triciclo primitivo, notavelmente muitas aeronaves antigas da Antoinette e o Curtiss Model D da era pioneira da aviação antes da Primeira Guerra Mundial. A asa voadora de Waldo Waterman de 1929 Whatsit foi uma das primeiras aeronaves a possuir uma roda de nariz dirigível.

## Trem de pouso triciclo versus convencional
O trem de pouso triciclo é essencialmente o inverso do trem de pouso convencional. No solo, a aeronave triciclo possui uma vantagem na visibilidade do piloto, pois o nariz está no nível da aeronave, diferente da aeronave com trem de pouso convencional, na qual o nariz bloqueia a visão a frente. As aeronaves são muito menos propensas a pilonar (capotar para frente), como pode ocorrer se uma aeronave convencional passar por um desnível ou se os freios forem demasiadamente aplicados. Em uma pilonagem, a cauda da aeronave sobe e a hélice atinge o solo, causando danos à aeronave. O estilo triciclo reduz a possibilidade da aeronave perder o controle direcional, pois o trem de pouso principal fica atrás do centro de gravidade. Entretanto, este estilo é mais suscetível a um efeito chamado Wheel-barrowing, onde a maior parte de peso da aeronave é transferida das rodas principais para a roda do nariz, fazendo com que a aeronave fique direcionalmente instável. Este efeito é causado quando se aplica pressão excessiva nos comandos de voo para "picar" a aeronave. As aeronaves equipadas com roda no nariz são também mais fáceis de controlar no solo em condições de vento forte devido ao ângulo de ataque negativo de sua asa. Os alunos de pilotagem são capazes de manobrar com segurança as aeronaves triciclos com mais facilidade.
As aeronaves com trem de pouso triciclo são mais fáceis de pousar, pois a atitude requerida para pousar com as rodas principais é a mesma do flare (rotação da aeronave no momento do pouso), e são menos vulneráveis a ventos cruzados. Como resultado, a maior parte das aeronaves modernas são equipadas com trens de pouso triciclo. Quase todas as aeronaves a jato são equipadas com triciclos, para evitar que a exaustão de gases quentes e em alta velocidade danifiquem o solo, em especial as pistas e taxiways. Existam algumas poucas exceções, tais como o Yakovlev Yak-15, o Supermarine Attacker, e protótipos como o Heinkel He 178 que foi o pioneiro como avião a jato, os primeiros quatro protótipos (do V1 ao V4) do Messerschmitt Me 262, e a versão motorizada com o Nene do Vickers VC.1 Viking. Fora dos Estados Unidos - onde o trem de pouso triciclo começou solidamente a criar raízes em suas empresas aeronáuticas antes do envolvimento da nação na Segunda Guerra Mundial no fim de 1941 - a Heinkel estabelecida na Alemanha iniciou projetos que utilizariam sistemas de trem de pouso triciclo desde o início, desde 1939 com o jato pioneiro Heinkel He 280, e o não esperado mas bem sucedido caça noturno bimotor Heinkel He 219 de 1942.

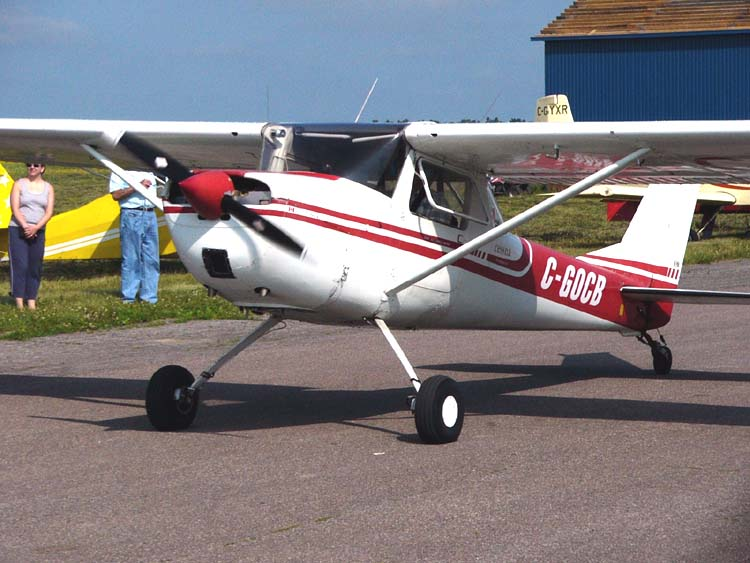
Um Cessna 150 adaptado com trem de pouso convencional

A configuração convencional tem suas próprias vantagens, e é mais adequada para pouso em terrenos despreparados. A bequilha (roda da cauda) faz a aeronave ficar naturalmente em uma atitude de nariz alto, que é útil nas operações em superfícies de cascalho, onde detritos podem danificar a hélice. A bequilha também transmite cargas à fuselagem de forma que é muito menos provável causar danos à fuselagem quando operando em terrenos despreparados. A pequena roda na cauda é muito mais leve e muito menos vulnerável que a roda no nariz. Além disso, um trem de pouso convencional fixo apresenta menos arrasto parasita em voo em relação a um trem de pouso triciclo fixo, no qual a roda de nariz fica diretamente atrás da do fluxo de ar gerado pela hélice. As rodas de bequilha são menores, mais baratas e menos custosas para manter. É também mais fácil executar manobras em solo com apenas uma pessoa. A maior parte das aeronaves com trem de pouso convencional são ligeiramente mais baixos e podem caber em hangares menores. Aeronaves com trem de pouso convencional também são mais adequadas para utilização de esquis no inverno.